# Epicypta formosa
Epicypta formosa är en tvåvingeart som beskrevs av Wu, He och Yang 1998. Epicypta formosa ingår i släktet Epicypta och familjen svampmyggor.
Artens utbredningsområde är Zhejiang (Kina). Inga underarter finns listade i Catalogue of Life.